# Ixtlilxochitl
Ixtlilxóchitl Ometochtli (del náhuatl: Ixtlilxochitl ‘flor oscura’) fue consagrado tlatoani del Imperio acolhua en el año 8-calli (1409), después de la muerte de su padre Techotlalatzin, quien pertenecía al linaje de los Chichimecas (que fueron quienes poblaron de la zona lacustre de Texcoco). Se casó con Matlalcihuatzin, señora de México-Tenochtitlan, quien era hermana del rey Chimalpopoca (ambos nobles aztecas), con la cual tuvo dos hijos: el príncipe Ahcolmiztli Nezahualcoyotzin y la princesa Atotoztzin. También casó con Tecpaxochitl, princesa tepaneca, hija de Tezozomoc, tlatoani de Azcapotzalco: tuvieron siete hijos, uno de los cuales, Yancuiltzin, llegaría a gobernar en Tetzcoco bajo dominio tepaneca. 

## Gobierno
Durante su ascenso al poder, el valle de México estaba siendo amenazado por Tezozómoc, gobernante de los tepanecas de Azcapotzalco, quien, por medio de alianzas, y guerras contra los distintos pueblos del valle del Anáhuac, pretendía apoderarse de los dominios del gobernante acolhua.
Con objeto de legalizar su poder ante los pueblos subordinados a su gobierno, Ixtlilxóchitl se hace nombrar gran “tecuhtli” (“dignatario” o “señor”) de los acolhuas en la ciudad de Huexotla (provincia de Texcoco), y aprovecha el acontecimiento para nombrar heredero al trono a su hijo Nezahualcóyotl, que en ese momento tenía doce años. Además, dio orden de sitiar por parte de la laguna a los señoríos de Azcapotzalco y México-Tenochtitlan, con la finalidad de mantener el control de la zona, tras una inminente intervención tepaneca.

### Guerra contra los Tepanecas

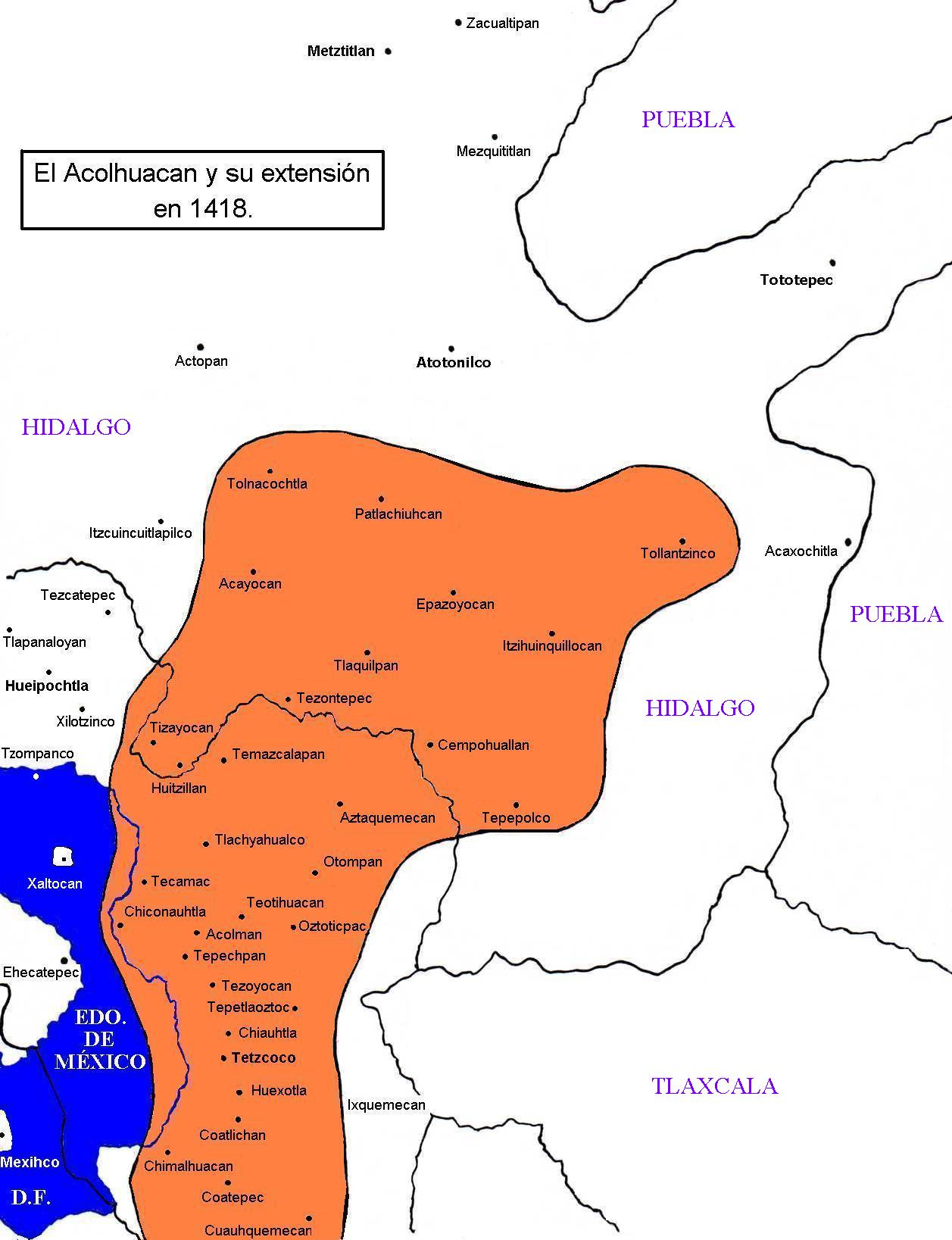
El Acolhuacan en 1418.

Tras varios años de lucha Ixtlilxóchitl logró contener a los tepanecas quienes prácticamente quedaron sitiados en Azcapotzalco por las tropas acolhuas. Visto Tezozómoc que en cuatro años que habían durado las guerras contra el imperio acolhua, y que ya había perdido a gran parte de sus hombres en las contiendas, acordó treguas por cierto tiempo, en el cual prometía dar la obediencia a Ixtlilxóchitl y tratar la paz.
Ixtlilxóchitl, al saber de las intenciones de Tezozómoc, mandó alzar el cerco que tenía puesto sobre Azcapotzalco (enviando a las tropas a descansar a sus respectivos pueblos) dejando desprotegida la ciudad de Texcoco. Esta situación fue aprovechada por Tezozómoc, que después de varios intentos por apoderarse del trono del acolhua, logró tomar la ciudad de Texcoco, gracias a las alianzas con distintos pueblos subordinados a Ixtlilxóchitl.

## Muerte y fin de su reinado
No pudiendo contener el embate tepaneca y desconcertado por las traiciones de su propia gente, Ixtlilxóchitl huye de la ciudad de Texcoco junto con sus capitanes y personas más allegadas. Se oculta en los montes Cuauhyacac y Tzinacanoztoc (cerca del poblado de Acolman) donde más tarde les dan alcance sus perseguidores.

Viéndose ya cercano a la muerte, y que le era fuerza el venir a las manos con sus enemigos, les dijo a los pocos de sus soldados que allí estaban con él, que procurasen escaparse con las vidas, que él no podía hacer menos sino morir hecho pedazos en manos de sus enemigos; y luego llamó al príncipe y le dijo con muy sentidas y tiernas palabras: "hijo mío muy amado, brazo de león, Nezahualcóyotl ¿a dónde te tengo de llevar que haya algún deudo o pariente que te salga a recibir? Aquí ha de ser el último día de mis desdichas, y me es fuerza el partir de esta vida; lo que te encargo y ruego es, que no desampares a tus súbditos y vasallos, ni eches en olvido de que eres chichimeca, recobrando tu imperio, que tan injustamente Tezozómoc te tiraniza, y vengues la muerte de tu afligido padre; y que has de ejercitar el arco y las flechas; sólo resta que te escondas entre estas arboledas porque no con tu muerte inocente se acabe en ti imperio tan antiguo de tus pasados”.
Historia de la Nación Chichimeca. Fernando Alva Ixtlilxóchitl

Y una vez dicho estas palabras pidió a su hijo Nezahualcóyotl que se ocultase, dando combate a los tepanecas quienes no tardaron el darle muerte; mientras su hijo presenciaba lo que pasaba oculto en la copa de un árbol (siendo el año 4-tochtli [1418] tras nueve en el poder).
Después de la muerte de Ixtlilxóchitl, su hijo Nezahualcóyotl (sucesor legítimo al trono) logra escapar de los tepanecas y sus aliados, para huir y ocultarse en Huexotzinco y posteriormente en Chalco. Y una vez muerto el tlatoani, y desterrado el príncipe Nezahualcóyotl, Tezozómoc toma el poder logrando así el control del imperio acolhua y del resto del valle de México.
Varios años más tarde sería Nezahualcóyotl el encargado de recuperar su trono y vengar la muerte de su padre.